# Nahrendorf
Nahrendorf település Németországban, azon belül Alsó-Szászország tartományban. Lakosainak száma 1198 fő (2023. december 31.).

## Népesség
A település népességének változása:
| Lakosok száma | 1224 | 1244 | 1244 | 1228 | 1203 | 1198 |
|               | 2016 | 2017 | 2019 | 2021 | 2022 | 2023 |